# 趙明優

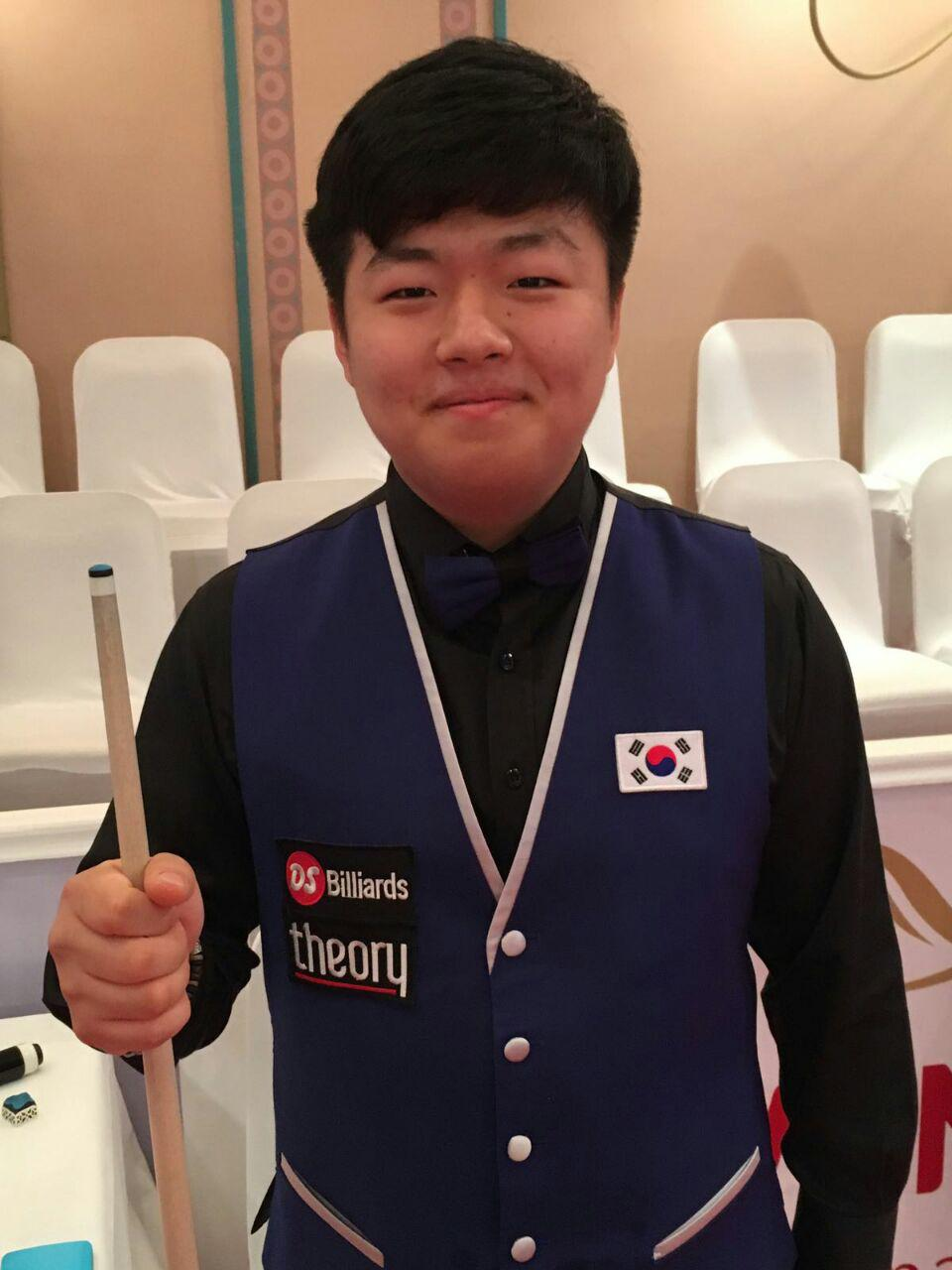
趙明優

趙明優（韓語：조명우，1998年—），是韓國職業開侖撞球選手，主打三顆星項目。

## 簡歷
趙明優住在韓國開侖撞球重鎮之一的水原市，屬於國際三顆星界的韓國年輕人才。他在希臘哥林多（伯羅奔尼撒半島）舉行的2013年青少年世界錦標賽上以15歲之齡取得他的第一次國際勝利成功。在面對希臘選手的第一場就表現出他的技術水平，他在短短25分鐘內就以25:3贏得比賽。在僅有6輪出桿的半場休息時，他已經以15-0領先。此外，2.083的個人平均值（ED）也是一個記錄，是該項比賽最好的成績。最後他獲得了銅牌。隔年在荷蘭斯勒伊斯基爾舉行的下一屆青少年世界錦標賽上，他進入了決賽，但以25:35被經驗豐富的法國人阿德里恩·塔舒瓦雷擊敗。
2016年是他迄今為止最成功的一年。8月，他首次在東京贏得了Yamani杯，並擊敗四屆世界冠軍西班牙的丹尼爾·桑切斯。這個由11名成員參加的比賽非常頂級，包括梅田龍二Ryuji Umeda（2013年冠軍）和Lee Choong-bok。10月，他在當地九里市舉行的三顆星世界盃獲得了他的第一枚獎牌（銅牌）。他是該屆比賽最年輕的選手。當時的亮點是他於12月在埃及艾爾古納舉行的青少年世界錦標賽上的勝利。他在決賽中以35:25擊敗同胞Shin Jung-ju。緊接著，他參加了該年度的最後一站世界盃，在小組賽以A組第一名晉級，但在淘汰賽的第一輪以24:40輸給了Kang Dong-koong。
在2016年成功的一年之後，他再次進入在土耳其布爾薩舉行的2017年世界盃第1站淘汰賽，並在第一輪被他的同胞崔成源再次擊敗。在埃及盧克索舉行的世界杯第二站裡，他連續第三次晉級淘汰賽。在那裡，他先擊敗比利時老將艾迪·莫克斯，然後是越南陳決戰，最後是土耳其老將塞米赫·賽吉納，他在半決賽中對陣荷蘭世界冠軍迪克·雅斯伯斯，以21:40輸掉了比賽。這是他的第二次世界杯銅牌。他與來自土耳其的泰芬·塔斯德米爾分享了領獎台。
2017年8月，他是第一次成為迄今為止最年輕的韓國冠軍球員。 他被認為很有可能在九月份獲得第三屆LG盃獎牌。
在土耳其伊茲密爾舉行的2018年青少年世界錦標賽上，趙明優在最後一場小組賽創造了平均5,000的新個人紀錄，打破自己上一年的紀錄（2017年世界杯：4,166）。他用5輪出桿以25:3擊敗東道主Alperen Cebeoglu。在決賽中，他戰勝同胞Hang Dae-hyun，贏得他的第二枚金牌，並創造了平均2.022的新紀錄。2018年11月15日，他在首爾打破了2013年以來由耶勒米·布里創造的世界紀錄，在他對陣Danes Tonny Carlsen的資格賽中獲得系列賽最高的24分。